# Kodeks Duran

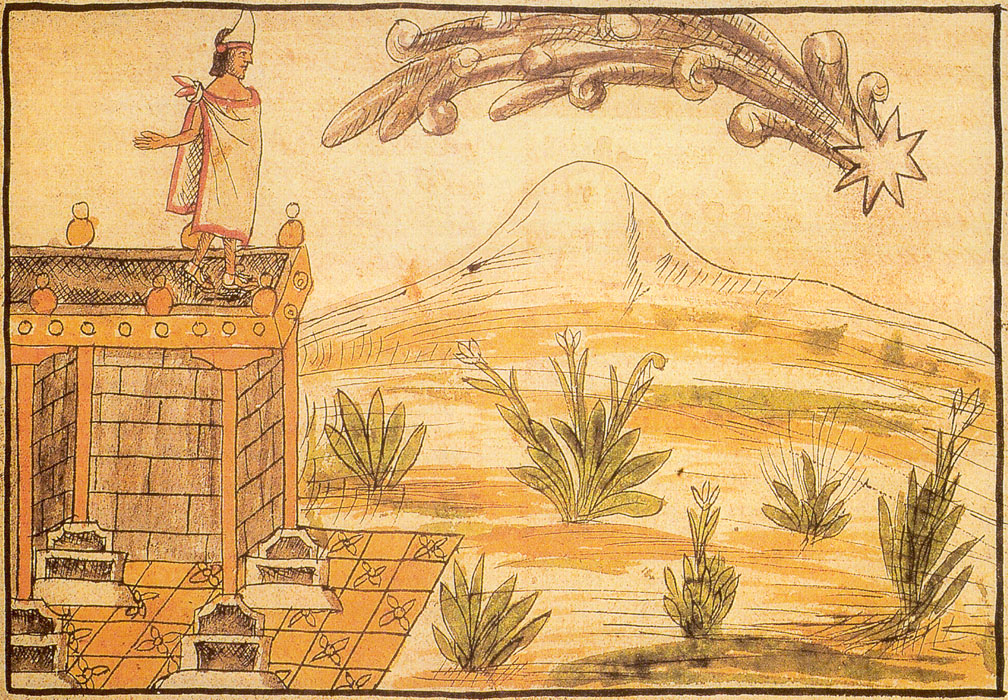
Strona z Kodeksu Durana. Władca Montezuma II obserwujący kometę.

Kodeks Durana – manuskrypt autorstwa franciszkanina Diego Durána opisujący historię Azteków i ich religię, obyczaje oraz kalendarz.

## Opis
Kodeks Durana jest znany również pod nazwą Historia de los Indios de Nueva España e Islas de Tierra Firme, jako wielkie dzieło zakonnika Diego Durana. Kodeks składa się z 316 stron i siedemdziesięciu ośmiu rozdziałów obejmujących historię państwa Azteków od wyjścia z mitycznej krainy Aztatlan, aż po podbój Meksyku przez konkwistadorów. Ponadto zawiera chronologię władców azteckich. Dzieło powstało w latach 1579–1580, a wydane zostało w 1581 roku.
Praca Durana została oparta na zapisach pochodzących od różnych indiańskich społeczności zamieszkujących Dolinę Meksyku. Manuskrypt prócz historii zawiera 120 oryginalnych ilustracji obrazujących opisywane zdarzenia, ważniejsze daty czy postacie. Kodeks Durana był nieocenionym źródłem wiedzy na temat prekolumbijskich Azteków, z którego czerpali późniejsi antropolodzy, archeolodzy i historycy.
Obecnie Kodeks Durana znajduje się w Bibliotece Królewskiej w Madrycie.